# Juanlu González
Juan Luis González Fernández, más conocido como Juanlu González (Córdoba, 19 de junio de 1991), es un actor, arquitecto y modelo español, mejor conocido por interpretar el papel de Leopoldo "Leo" Lozano Aguilera en la telenovela Dos vidas.

## Biografía
Juanlu González nació en 1991 en Córdoba, en la comunidad de Andalucía (España), y además de actor también es arquitecto. Su padre es un conocido director de orquesta. Su familia materna y paterna es originaria de Montalbán de Córdoba, un pueblo blanco situado en el corazón de la campiña sur cordobesa, donde destaca por su belleza el paisaje típico de la zona, denominado "mar de cerros".

## Carrera
Juanlu González residió en su ciudad natal hasta la mayoría de edad, donde compaginó su formación con los estudios de piano en el conservatorio, además de idiomas y deportes. Realizó sus estudios universitarios en la Escuela Técnica Superior de Arquitectura de la Universidad de Sevilla. Tras finalizar sus estudios universitarios se trasladó a Madrid, donde trabajó en Red Bull como responsable de marketing de eventos.
En 2018 y 2019 se unió al elenco de la serie La otra mirada, en el papel de Ramón. En 2020 protagonizó el cortometraje Detox, el poder de la red. En 2020 y 2021 interpretó el papel de Borja en la serie web de Netflix Valeria. En 2021 forma parte del elenco de la serie Lourdes y Concha. Ese mismo año interpretó el papel de Ortiguilla en la película Operación Camarón dirigida por Carlos Therón.
En 2021 y 2022 fue elegido para interpretar el papel de Leopoldo "Leo" Lozano Aguilera en la telenovela emitida en La 1 Dos vidas y donde actuó junto a actores como Laura Ledesma, Cristina de Inza, Oliver Ruano, Aída de la Cruz, Miguel Brocca y Chema Adeva. En 2022 formó parte del elenco de la serie La caza. Guadiana, en la que desempeñó el papel de Diego y donde coprotagonizó con la actriz Megan Montaner.  En 2024 protagoniza la película Políticamente incorrectos dirigida por Arantxa Echevarría.

## Filmografía

### Cine
| Año  | Título                    | Personaje    | Director           |
| ---- | ------------------------- | ------------ | ------------------ |
| 2021 | Operación Camarón         | Ortiguilla   | Carlos Therón      |
| 2024 | Políticamente incorrectos | Pablo Merino | Arantxa Echevarría |

### Televisión
| Año                   | Título              | Personaje                      | Cadeña                 | Notas        |
| --------------------- | ------------------- | ------------------------------ | ---------------------- | ------------ |
| 2018-2019             | La otra mirada      | Ramón                          | La 1                   | 21 episodios |
| 2020-2021; 2023; 2025 | Valeria             | Borja                          | Netflix                | 14 episodios |
| 2021                  | Lourdes y Concha    |                                | Filmin                 | 1 episodio   |
| 2021-2022             | Dos vidas           | Leopoldo "Leo" Lozano Aguilera | La 1                   | 57 episodios |
| 2023                  | La caza. Guadiana   | Diego                          | La 1                   | 8 episodios  |
| 2024                  | Cicatriz            | Simón                          | La 1                   | 8 episodios  |
| 2025                  | Perdiendo el juicio | Emilio                         | Atresplayer / Antena 3 | 1 episodio   |

### Cortometrajes
| Año  | Título                   |
| ---- | ------------------------ |
| 2020 | Detox, el poder del rojo |

## Premios y reconocimientos
| Año  | Premio                      | Categoría                                      | Trabajo           | Resultado | Notas  |
| ---- | --------------------------- | ---------------------------------------------- | ----------------- | --------- | ------ |
| 2021 | Premio Serie Mucho Más Qué! | Mejor actor de reparto en una Comedia Nacional | Valeria           | Ganador   |        |
| 2022 | Premio Carmen               | Mejor actor                                    | Operación Camarón | Nominado  | [ 15 ] |